# Шелепин, Юрий Александрович
Юрий Александрович Шелепин (8 февраля 1949, Вологда, СССР — 10 июля 2024) — артист театра кукол в Вологде, Заслуженный артист РСФСР (1988).

## Биография
Родился 8 февраля 1949 года. Актёр Вологодского областного театра кукол «Теремок» (с 1966), заслуженный артист РСФСР (1988). С 1999 года — преподаватель театра-студии «ПодРосток». Окончил Ярославское театральное училище, актёрского мастерства, педагог — И. А. Зайкин.
Умер 10 июля 2024 года в возрасте 75 лет.

## Награды и звания
- Заслуженный артист РСФСР (1988)